# Liên hoan phim Việt Nam lần thứ 8
Liên hoan phim Việt Nam lần thứ 8 được tổ chức từ ngày 15 đến 22 tháng 3 năm 1988 tại Đà Nẵng với khẩu hiệu "Vì sự sáng tạo nghệ thuật và hoàn thiện con người mới xã hội chủ nghĩa, vì sự phát triển của nền điện ảnh dân tộc". Không chỉ là kỳ liên hoan phim chào mừng 35 năm thành lập ngành ngành điện ảnh Việt Nam, đây còn là liên hoan phim quốc gia đầu tiên được tổ chức tại một thành phố Trung Bộ. Có tất cả 4 giải Bông sen và 4 giải Đặc biệt của ban giám khảo được trao cho hạng mục phim truyện, nhưng đã gây ra rất nhiều ý kiến trái chiều xung quanh kết quả. Đây cũng là liên hoan phim gây ra nhiều tranh cãi nhất kể từ lần đầu tiên tổ chức.
Liên hoan phim Việt Nam lần thứ 8 là liên hoan phim mở đầu cho một thời kỳ mới của điện ảnh Việt Nam khi Nhà nước không còn bao cấp toàn bộ cho điện ảnh, các hãng phim và công ty điện ảnh chuyển sang cơ chế hạch toán – kinh doanh, phim thị trường bắt đầu xuất hiện và phát triển mạnh sau đó.

## Tổng quan
Sáng ngày 4 tháng 3 năm 1988, ban tổ chức đã thông báo trước báo giới trong nước và nước ngoài về liên hoan phim này. Đây là lần thứ 8 Liên hoan phim Việt Nam được tổ chức, cũng là kỷ niệm 35 năm ngày thành lập ngành Điện ảnh Việt Nam theo sắc lệnh số 147/SL ngày 15 tháng 3 năm 1953 của Chủ tịch Hồ Chí Minh. Trong kỳ liên hoan phim này, có 8 đơn vị sản xuất  phim nội địa tham gia bao gồm: Xí nghiệp Phim truyện Việt Nam, Xí nghiệp phim Tổng hợp thành phố Hồ Chí Minh, Xí nghiệp Phim hoạt hình Việt Nam, Xí nghiệp Phim tài liệu và khoa học trung ương (nay là Hãng phim Tài liệu và Khoa học trung ương), Xí nghiệp phim truyện Thành phố Hồ Chí Minh, Xưởng phim Quân đội, Điện ảnh Bộ đội biên phòng, Điện ảnh Công an nhân dân. Không chỉ có các đơn vị sản xuất phim trong nước, liên hoan phim lần này còn có các đoàn điện ảnh từ Liên Xô, Cộng hòa Dân chủ Đức, Cuba và Tiệp Khắc đến tham dự.
Có tất cả 103 bộ phim tham gia tranh giải trong liên hoan, gồm 17 bộ phim truyện, 52 bộ phim tài liệu khoa học, 22 bộ phim hoạt hình và 12 bộ phim thiếu nhi. Xí nghiệp Phim truyện Việt Nam mang đến liên hoan phim 10 bộ, trong đó có bộ phim 2 tập Hoàng Hoa Thám. Xưởng phim Quân đội cũng mang đến dự thi 10 bộ bao gồm: Ca-chu-sa Việt Nam, Thành trì, Vang mãi lời thề quyết tử, Nhịp sống mặt trận, Đỉnh núi, Ngôi sao không tắt, Nơi ấy Trường Sa, Màu xanh Trường Sa, Mấy thành tựu phẫu thuật tạo hình và Vũ khí tự làm của toàn dân đánh giặc.
Ngày 15 tháng 3, lễ khai mạc liên hoan phim được diễn ra tại Nhà hát Trưng Vương của thành phố Đà Nẵng. Đây là lần đầu tiên liên hoan phim quốc gia được tổ chức tại một tỉnh thuộc khu vực miền Trung, sau 4 lần tổ chức ở Hà Nội, 2 lần ở Thành phố Hồ Chí Minh và 1 lần ở Hải Phòng. Bộ phim được chọn để chiếu mở màn là Những mảnh đời rừng của đạo diễn Trần Vũ và Jörg Foth. Đây là bộ phim truyện hợp tác Đức–Việt Nam đầu tiên, do Hãng phim truyện DEFA và Xí nghiệp Phim truyện Việt Nam tại Hà Nội sản xuất. Kết thúc liên hoan phim, có tất cả 11 giải Bông sen vàng được trao, 6 giải cho các phim Việt Nam bao gồm 2 phim điện ảnh, 1 phim tài liệu phóng sự, 1 phim khoa học và 2 phim hoạt hình, 5 giải trao cho các nhà làm phim quốc tế có tác phẩm xuất sắc về Việt Nam. Bên cạnh đó, có 11 bộ phim được trao giải Bông sen bạc và 12 bộ phim được trao giải đặc biệt của ban giám khảo. Trong số 4 bộ phim truyện nhận được giải đặc biệt, Cơn lốc đen trên danh nghĩa là bộ phim do Thụy Vân đạo diễn, nhưng trên thực tế đạo diễn Khánh Dư mới là người trực tiếp chỉ đạo. Trong kỳ liên hoan phim này, nghệ sĩ Khánh Dư cũng nằm trong ban giám khảo mục phim truyện, vì vậy ông đã công bố điều này và xin không tham gia cho điểm Cơn lốc đen. Ban giám khảo phim truyện đã chấp nhận.

## Tương quan
Tính tới thời điểm liên hoan phim diễn ra, cuộc họp báo về kết quả của nó được xem là dài nhất và "sóng gió" nhất trong các kỳ Liên hoan phim Việt Nam. Nguyên nhân dẫn đến "sóng gió" này được cho là việc đánh giá thiếu chuẩn mực đối với các phim đoạt giải Vàng hoặc không đạt giải. Trong cuộc họp báo, Chủ tịch Liên hoan phim kiêm chủ tịch Ban giám khảo mảng phim truyện đã nhiều lần lúng túng không thể trả lời nhiều câu hỏi của cánh báo chí. Trước và trong quá trình diễn ra liên hoan phim, Ban xã hội học của Hội Điện ảnh Việt Nam và Ban nghiên cứu khán giả điện ảnh của Công ty phát hành phim trung ương đã phối hợp tiến hành khảo sát và thu thập ý kiến đánh giá của khán giả Hà Nội và tỉnh Quảng Nam – Đà Nẵng đối với 17 bộ phim truyện tham gia dự thi. Đối tượng được khảo sát bao gồm nhiều độ tuổi, tầng lớp, nhưng nhìn chung đều có độ đồng nhất ý kiến khá lớn. Tuy nhiên, giải thưởng cho các bộ phim này lại vượt ra ngoài dự đoán của khán giả khá nhiều. Điều này dẫn đến làn sóng dư luận trái chiều, nhiều ý kiến bất bình về kết quả sau khi lễ trao giải diễn ra.
Trong các tranh cãi về giải thưởng, chủ yếu tập trung ở 4 bộ phim: Cô gái trên sông của Đặng Nhật Minh, Truyện cổ tích cho tuổi mười bảy của Xuân Sơn, Anh và em của Trần Vũ và Thằng Bờm của Lê Đức Tiến. Trong đó giải Bông sen bạc cho Cô gái trên sông là kết quả gây ra nhiều bất bình nhất khi đến hơn 75% khán giả ở cả Hà Nội và Quảng Nam – Đà Nẵng đều cho rằng đây là bộ phim hay nhất. Bộ phim vốn đã nhận đủ điểm từ ban giám khảo để nhận Bông sen vàng, nhưng tin đồn cấm chiếu khiến bộ phim chỉ nhận được Bông sen bạc. Thứ đến là bộ phim Truyện cổ tích cho tuổi mười bảy giành được Bông sen vàng trong khi 54% khán giả Hà Nội xếp phim này ở hạng 8 và 41% khán giả ở Quảng Nam Đà Nẵng xếp nó ở hạng 9. Tương tự với bộ phim Anh và em cũng giành giải Bông sen vàng khi 45% khán giả Hà Nội xếp phim ở hạng 10, còn 56% khán giả Quảng Nam – Đà Nẵng xếp nó ở hạng 8. Và cuối cùng là bộ phim Thằng Bờm được nhận Giải Đặc biệt (tức giải Ba) với kết quả khảo sát là 65% khán giả Hà Nội xếp nó ở hạng 5 và 63% khán giả Quảng Nam – Đà Nẵng xếp nó ở hạng 7. Nhìn chung cả 2 bộ phim điện ảnh giành giải nhất trong kỳ liên hoan phim này đều không được khán giả đánh giá cao so với những bộ phim khác.
Những thắc mắc, ý kiến tranh luận không chỉ trong dư luận mà còn trên báo chí, giữa các nhà nghiên cứu, phê bình phim, người có chuyên môn trong điện ảnh. Những ý kiến chia làm 3 hướng chính:
- Trao giải Vàng cho phim Cô gái trên sông vì phim có những nét mới mẻ cả trong hình thức lẫn nội dung, thu hút được đông đảo quần chúng.
- Trao giải Vàng cho phim Huyền thoại về người mẹ vì phim có nội dung tốt, thể hiện nhân vật  tích cực được đông đảo người xem chấp nhận.
- Không trao giải vàng cho bất kỳ phim truyện nào vì không có phim nào hoàn chỉnh về mọi mặt.

Về phần ban giám khảo cho mảng phim truyện, họ nhận định cả 4 phim truyện giành được Bông sen vàng và bạc đều có chất lượng sàn sàn nhau. Nhưng vì liên hoan phim kỳ này được tổ chức đúng vào dịp kỷ niệm 35 năm thành lập ngành nên "cần tìm ra những phim để tặng giải vàng" để khẳng định điện ảnh Việt Nam "đã đạt được những thành tựu nhất định trong bước đầu đổi mới". Để khẳng định sự phát triển chung của ngành điện ảnh Việt Nam nên ban giám khảo mới "phải" chọn ra phim để trao giải vàng. Chính ban giám khảo cũng thừa nhận đây là giải "vàng non". Trong cuốn Lịch sử Điện ảnh Việt Nam do Cục Điện ảnh đã có nhận định rằng:
| “ | Liên hoan phim Việt Nam lần thứ VIII tại Đà Nẵng năm 1988 đã bộc lộ rõ những dấu hiệu khủng hoảng đã âm ỉ trong điện ảnh Việt Nam nói chung và phim truyện nói riêng. Các tác phẩm phim truyện được đặt lên bàn cân tròng trành của mỹ học điện ảnh, trong đó những bộ phim hướng tới giá trị truyền thống, "lý tưởng" thì chưa đạt được chất lượng hoàn chỉnh, còn những bộ phim hướng tới giá trị "hiện thực" thì chưa sâu sắc, "hướng giải quyết còn khiên cưỡng". Trong cái thế chao đảo ấy thì "phương pháp luận ngày lễ" đã tỏ ra là một cách giải quyết an toàn nhất. | ” |

## Giải thưởng cho tác phẩm

### Phim truyện
| Giải thưởng   | Phim                             | Năm  | Đạo diễn                      | Biên kịch                           | Quay phim                                | Sản xuất | TK            |
| ------------- | -------------------------------- | ---- | ----------------------------- | ----------------------------------- | ---------------------------------------- | -------- | ------------- |
| Bông sen vàng | Anh và em                        | 1988 | NSND Trần Vũ Nguyễn Hữu Luyện | Dương Thu Hương                     | NSND Nguyễn Hữu Tuấn                     | XNPTVN   | [ 20 ]        |
| Bông sen vàng | Truyện cổ tích cho tuổi mười bảy | 1988 | Xuân Sơn                      | Trịnh Thanh Nhã                     | Trương Minh                              | XNPTVN   | [ 20 ]        |
| Bông sen bạc  | Cô gái trên sông                 | 1987 | NSND Đặng Nhật Minh           | NSND Đặng Nhật Minh                 | Phạm Việt Thanh                          | XNPTVN   | [ 21 ]        |
| Bông sen bạc  | Huyền thoại về người mẹ          | 1987 | NSND Bạch Diệp                | - NSND Bạch Diệp - NSND Hải Ninh    | Trương Minh                              | XNPTVN   | [ 22 ] [ 23 ] |
| Giải đặc biệt | Hai Cũ                           | 1985 | Lam Sơn                       | Thiên Sơn                           | Bá Nghễ                                  | XNPTHHCM | [ 14 ]        |
| Giải đặc biệt | Cơn lốc đen                      | 1987 | NSND Thụy Vân                 | Bùi Cát Vũ                          | NSƯT Lê Đình Ấn                          | XNPTHHCM | [ 24 ]        |
| Giải đặc biệt | Phiên tòa cần chánh án           | 1987 | Việt Linh                     | Việt Linh                           | Trần Ngọc Huỳnh                          | XNPTHHCM | [ 25 ]        |
| Giải đặc biệt | Thằng Bờm                        | 1987 | NSƯT Lê Đức Tiến              | Bành Châu                           | Nguyễn Bá Nghi                           | XNPTVN   | [ 26 ]        |
| Tham gia      | Cuộc chia tay không hẹn trước    | 1986 | NSND Bạch Diệp                | Hải Lăng                            | Đinh Văn Viện                            | XNPTVN   | [ 27 ]        |
| Tham gia      | Thị trấn yên tĩnh                | 1986 | NSƯT Lê Đức Tiến              | Đoàn Trúc Quỳnh                     | Trần Quốc Dũng                           | XNPTVN   | [ 28 ]        |
| Tham gia      | Thủ lĩnh áo nâu (2 tập)          | 1987 | NSND Trần Phương              | - NSND Trần Phương - Vương Đan Hoàn | - NSND Nguyễn Đăng Bảy - Trần Trung Nhàn | XNPTVN   | [ 29 ]        |
| Tham gia      | Nhiệm vụ hoa hồng                | 1988 | NSND Hồng Sến                 | Nguyễn Khắc Phục                    | Đoàn Quốc                                | XNPTHHCM | [ 30 ]        |

### Phim tài liệu phóng sự
| Giải thưởng   | Phim                     | Năm  | Đạo diễn           | Biên kịch                     | Quay phim              | Sản xuất | TK            |
| ------------- | ------------------------ | ---- | ------------------ | ----------------------------- | ---------------------- | -------- | ------------- |
| Bông sen vàng | Hà Nội trong mắt ai      | 1987 | NSND Trần Văn Thủy | Đào Trọng Khánh, Lưu Xuân Thư | Lưu Hà                 | XPTLKHTW | [ 31 ]        |
| Bông sen bạc  | Bài học về một con người | 1986 | NSND Thanh An      | NSND Thanh An                 |                        | XPTLKHTW | [ 32 ]        |
| Bông sen bạc  | Người chủ nhiệm xứ đạo   | 1985 | Trần Quý Lục       |                               |                        | XPTLKHTW |               |
| Bông sen bạc  | Ngôi sao không tắt       | 1985 | Trần Phi           | Lê Văn Trọng                  | Lê Hợi                 | ĐAQĐND   | [ 33 ] [ 34 ] |
| Bông sen bạc  | Trên tầng cao cây xanh   | 1985 | Lê Trác            | Nguyễn Trí Việt               | Huỳnh Ngọc Trai        | XNPTHHCM | [ 35 ]        |
| Giải đặc biệt | Giả và thật              | 1987 | Lê Trác            | Lê Hoàng                      | Phan Quang Minh        | XNPTHHCM | [ 36 ]        |
| Giải đặc biệt | Lợn Đại Lâm              | 1986 | Văn Yên            |                               | Phạm Hoàng Kính        | XPTLKHTW | [ 37 ] [ 38 ] |
| Giải đặc biệt | Mầu xanh Trường Sa       | 1986 | Trần Duy Hinh      | Trần Duy Hinh                 | Nguyễn Mạnh Hùng       | ĐAQĐND   | [ 39 ] [ 40 ] |
| Giải đặc biệt | Nhịp sống mặt trận       | 1988 |                    | Đào Thắng                     | Phạm Minh Tuấn, Lê Hợi | ĐAQĐND   | [ 41 ] [ 42 ] |

### Phim khoa học
| Giải thưởng   | Phim                      | Năm  | Đạo diễn       | Biên kịch       | Quay phim                       | Sản xuất | TK            |
| ------------- | ------------------------- | ---- | -------------- | --------------- | ------------------------------- | -------- | ------------- |
| Bông sen vàng | Cánh kiến đỏ              | 1987 | NSND Vũ Lệ Mỹ  | Lại Văn Sinh    | Hoàng Ngọc Dũng                 | XPTLKHTW | [ 43 ]        |
| Bông sen bạc  | Bệnh dịch hạch            | 1985 | Phạm Cường     | Lại Văn Sinh    |                                 | XPTLKHTW | [ 44 ]        |
| Bông sen bạc  | Cá trôi Ấn                | 1985 | NSND Lương Đức | Lại Văn Sinh    | Triệu Thế Chiến                 | XPTLKHTW | [ 45 ] [ 46 ] |
| Bằng khen     | Bí mật pho tượng chùa Đậu | 1987 | Phạm Bình      |                 | Nguyễn Đình Thành               | XPTLKHTW | [ 37 ]        |
| Bằng khen     | Làng tranh Đông Hồ        | 1986 | Phạm Cường     | Trịnh Đình Khôi | - Phạm Cường - Trương Thiên Thu | XPTLKHTW | [ 37 ]        |

### Phim hoạt họa
| Giải thưởng   | Phim                  | Năm  | Đạo diễn     | Biên kịch       | Họa sĩ              | Quay phim       | Sản xuất | Chú   | TK     |
| ------------- | --------------------- | ---- | ------------ | --------------- | ------------------- | --------------- | -------- | ----- | ------ |
| Bông sen vàng | Dũng sĩ Đam Dông      | 1986 | Lê Thanh     | Hoài Giang      | - Đỗ Dương - Vũ Hòa | Nguyễn Thị Hằng | XNPHHVN  | [ a ] | [ 47 ] |
| Bông sen vàng | Sáng                  | 1986 | Nguyễn Tài   | Trần Hồng Thắng | Nguyễn Tài          | Vinh Quang      | XNPTHHCM |       | [ 48 ] |
| Bông sen bạc  | Trường học của bói cá |      | Trang Nguyên | Ngô Quân Miện   | Nghiêm Hùng         | Chu Tuấn Hải    | XNPHHVN  |       | [ 49 ] |
| Bằng khen     | Ngựa thần Tây Sơn     | 1985 | Lê Thanh     | Hà Ân           | Đỗ Dương            | Nguyễn Thị Hằng | XNPHHVN  | [ a ] | [ 47 ] |
| Tham gia      | Chuyện cổ thành ốc    | 1987 | Minh Trí     | Tô Hoài         | Phương Hoa          | Tường Thanh     | XNPHHVN  |       | [ 50 ] |
| Tham gia      | Trường ca Đam San     | 1987 | Trương Qua   | Trương Qua      | Trương Phú Hòa      | Vinh Quang      | XPHHHCM  |       | [ 51 ] |

### Phim thiếu nhi
| Giải thưởng  | Phim                   | Năm  | Đạo diễn     | Biên kịch    | Họa sĩ        | Quay phim     | Sản xuất | TK            |
| ------------ | ---------------------- | ---- | ------------ | ------------ | ------------- | ------------- | -------- | ------------- |
| Bông sen bạc | Ngọn đèn trong mơ      | 1987 | Đỗ Minh Tuấn | Lê Ngọc Minh | Nguyễn Văn Vý | Phạm Ngọc Lan | XNPTVN   | [ 52 ] [ 53 ] |
| Bông sen bạc | Khi vắng bà            | 1985 | Anh Thái     | Vũ Lê Mai    | Nguyễn Văn Vý | Phạm Ngọc Lan | XNPTVN   | [ 54 ] [ 55 ] |
| Bằng khen    | Sơn ca trong thành phố | 1986 | Khánh Dư     |              |               |               | XNPTVN   | [ 14 ]        |

## Giải thưởng cá nhân

### Phim truyện
| Đạo diễn xuất sắc                                                                                      | Biên kịch xuất sắc                                                                             |
| - NSƯT Lê Đức Tiến – Thị trấn yên tĩnh, Thằng Bờm. - NSƯT Xuân Sơn – Truyện cổ tích cho tuổi mười bảy. | - Đoàn Trúc Quỳnh – Thị trấn yên tĩnh. - Trịnh Thanh Nhã – Truyện cổ tích cho tuổi mười bảy.   |
| Nam diễn viên chính xuất sắc                                                                           | Nữ diễn viên chính xuất sắc                                                                    |
| - NSND Trịnh Thịnh – Thị trấn yên tĩnh, Thằng Bờm.                                                     | - NSND Trà Giang – Huyền thoại người mẹ, Thủ lĩnh áo nâu. - NSND Minh Châu – Cô gái trên sông. |
| Quay phim xuất sắc                                                                                     | Âm nhạc xuất sắc                                                                               |
| - Trương Minh – Truyện cổ tích cho tuổi mười bảy. - Trần Ngọc Huỳnh – Phiên tòa cần chánh án.          | - Đỗ Hồng Quân – Thằng Bờm. - Nguyễn Xinh – Truyện cổ tích cho tuổi mười bảy.                  |
| Thiết kế mĩ thuật xuất sắc                                                                             | Diễn viên tiềm năng                                                                            |
| - NSND Phạm Quang Vĩnh – Thủ lĩnh áo nâu.                                                              | - Ngọc Bích – Cuộc chia tay không hẹn trước.                                                   |

### Phim tài liệu
| Đạo diễn xuất sắc | Biên kịch xuất sắc                            |
| - NSND Trần Văn Thủy – Hà Nội trong mắt ai. | - NSND Đào Trọng Khánh – Hà Nội trong mắt ai. |
| Quay phim xuất sắc |                                               |
| - Lưu Hà – Hà Nội trong mắt ai. - NSƯT Lê Hợi – Ngôi sao không tắt, Nhịp sống mặt trận, Tổ quốc trên một hòn đảo. - Lê Mạnh Thích – Ông tiên trong tù. |                                               |

### Phim khoa học
| Đạo diễn xuất sắc              | Biên kịch xuất sắc             | Quay phim xuất sắc                |
| - NSND Lương Đức – Cá trôi Ấn. | - Lại Văn Sinh – Cánh kiến đỏ. | - Hoàng Ngọc Dũng – Cánh kiến đỏ. |

### Phim hoạt họa
| Đạo diễn xuất sắc                                                               |                                                            |
| - Lê Thanh – Dũng sĩ Đam Dông.                                                  |                                                            |
| Quay phim xuất sắc                                                              | Âm nhạc xuất sắc                                           |
| - Nguyễn Thị Hằng – Dũng sĩ Đam Dông.                                           | - Nguyễn Cường – Dũng sĩ Đam Dông.                         |
| Họa sĩ chính xuất sắc                                                           | Họa sĩ động tác xuất sắc                                   |
| - Trương Phú Hòa – Trường ca Đam San. - Nguyễn Phương Hoa – Chuyện cổ thành Ốc. | - Việt Hồng – Dũng sĩ Đam Dông. - Tivi, Quốc Thông – Sáng. |

### Phim thiếu nhi
| Đạo diễn xuất sắc         | Họa sĩ xuất sắc                                   |
| - Anh Thái – Khi vắng bà. | - Nguyễn Văn Vý – Khi vắng bà, Ngọn đèn trong mơ. |
| Quay phim xuất sắc        | Diễn viên xuất sắc                                |
|                           | - Cụ Năm Hương, Lê Văn Thiện, Mai Phương          |